# Visions (álbum de Grimes)
Visions é o terceiro álbum de estúdio da musicista canadense Grimes. Foi lançado pela 4AD em 21 de fevereiro de 2012. Seu primeiro lançamento com a gravadora, o álbum foi gravado inteiramente no programa GarageBand, da Apple, num período de três semanas. Foi mixado por Grimes e seu empresário, Sebastian Cowan, no La Brique Studio Space em Montreal. Foi disponibilizado para streaming no site da NPR uma semana antes de seu lançamento nos Estados Unidos.
Visions foi aclamado pela crítica e foi incluído em diversas listas de final de ano. Os dois singles do álbum, "Genesis" e "Oblivion", foram nomeados entre as melhores músicas de 2012 por várias publicações, incluindo Rolling Stone, Pitchfork e NME. Ele também apareceu em várias listas de final de década, com Gorilla vs. Bear nomeando-o o melhor álbum da década e Pitchfork nomeando "Oblivion" como a segunda melhor música da década. Também foi classificado como o 252º melhor álbum de todos os tempos pela NME. Visions ganhou um Juno Award e também foi indicado para o Polaris Music Prize de 2012.
Visions é atribuído como tendo trazido a cena musical DIY do bairro de Mile End de Montreal para a popularidade internacional.

## Antecedentes e gravação
Eu estava presa nesse ciclo horrível de não viver em nenhum lugar, apenas não ter qualquer sensação concreta de bem-estar, estabilidade ou lar. Isso foi realmente interessante, mas alimentou muito o impulso emocional do álbum.

— Grimes
Claire Boucher lançou seu álbum de estréia como Grimes, Geidi Primes na gravadora canadense Arbutus Records em janeiro de 2010, seguido por Halfaxa em setembro, quando ela começou publicamente a promover Grimes e começou a embarcar em turnê além de Montreal. Em 2011, ela lançou um EP split com o também músico de Montreal, d'Eon, Darkbloom e, a partir de maio, abriu para a cantora sueca Lykke Li em sua turnê norte-americana, e em agosto seguinte, seu álbum de estréia foi relançado pela No Pain in Pop Records, pela primeira vez em formato de CD e vinil. Em maio, Boucher apresentou as primeiras versões de novas músicas, "Genesis" e "Nightmusic" no Festival Kinetik, e "Be a Body" em julho.
Cada vez mais frustrada com a turnê e a falta de estabilidade em sua vida, Boucher começou a trabalhar em Visions em agosto de 2011 durante três semanas em sua casa em Montreal.  Enquanto sob um prazo de lançamento definido antes de ela ter começado o álbum por seu então empresário, ela gravou o álbum em um "ritmo psicótico", sem dormir ou comer por nove dias enquanto usava anfetaminas para cumprir o prazo. A maioria das músicas do álbum foi finalizada em um único dia, sem que muitas demos fossem criadas de antemão. Ela descreveu o processo como sendo "igualmente agradável e tortuoso". Ela criou o álbum na esperança de "limpar [sua] lousa mental. Anulando tudo o que eu fiz anteriormente também", afirmando que o álbum "é uma representação muito boa do início do futuro". Visions foi gravado usando o GarageBand da Apple, principalmente usando um teclado Roland Juno-G, pedais vocais e um sampler. O álbum foi mixado por Boucher e Sebastian Cowan no La Brique Studio Space. Ela assinou com a gravadora 4AD em janeiro de 2012.

## Composição
Musicalmente, o álbum foi descrito como synth-pop, dream pop, art pop, pop, experimental, e electropop. 

## Lançamento e promoção

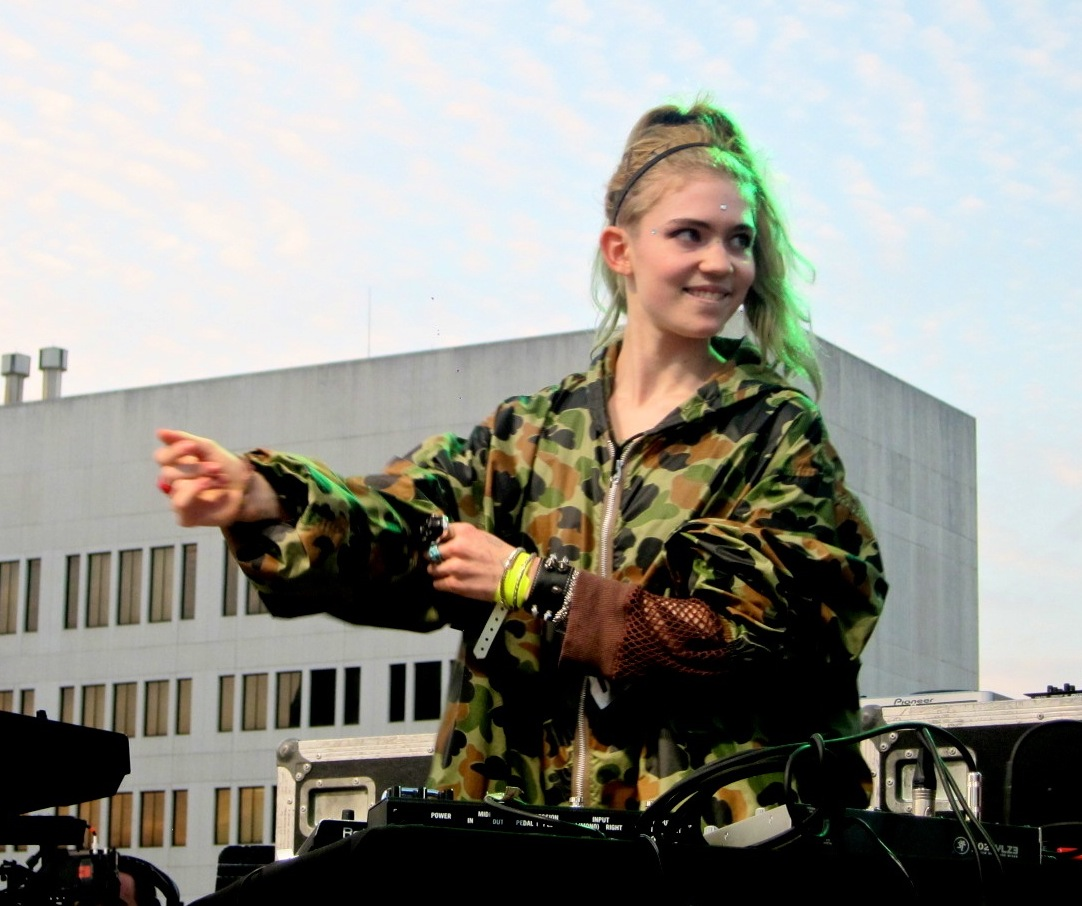
Grimes se apresentando no SXSW em 2012.

Visions foi lançado em 21 de fevereiro de 2012 na América do Norte, Reino Unido e Europa. Lançamentos mundiais seguiram ao longo de março. O álbum foi disponibilizado para streaming no site da NPR uma semana antes de ser lançado nos Estados Unidos. A versão canadense do álbum em vinil apresentava uma lista de faixas diferente; apresentava 9 músicas, incluindo duas músicas inéditas "Life After Death" e "Ambrosia". "Oblivion" foi lançado na Internet em outubro de 2011 como um single promocional, junto com o anúncio do álbum. "Genesis" foi lançado como o primeiro single em 9 de janeiro de 2012.
O álbum estreou na 98° posição na parada de álbuns da Billboard 200 em sua primeira semana de lançamento, com cerca de cópias 5.000 vendidas nos Estados Unidos. Também estreou em 8º lugar na parada Top Dance/Electronic Albums. Até dezembro de 2015, o álbum vendeu 110.000 cópias nos EUA. Foram vendidas mais de 150.000 unidades. Em 2012 foi premiado com uma certificação de prata da Independent Music Companies Association que indicou vendas de pelo menos 20.000 cópias em toda a Europa.
Em novembro de 2012, com o anúncio de que Visions foi nomeado álbum do ano pelas lojas Rough Trade e Resident, dois discos bônus exclusivos foram disponibilizados com qualquer compra do álbum em cada loja, com remixes e faixas raras.

### Visuais
O vídeo musical de "Oblivion", dirigido por Emily Kai Bock, foi filmado em Montreal no Estádio Olímpico e no Estádio Molson da Universidade McGill, durante um jogo de futebol e um evento de motocross. O vídeo estreou em 2 de março de 2012, e mostra Grimes entre garotos de fraternidade sem camisa, bem como em um vestiário masculino cercado por atletas de musculação. "A arte me dá uma saída onde posso ser agressiva em um mundo onde normalmente não posso ser, e parte disso foi afirmar esse poder feminino abstrato nessas arenas dominadas por homens—o vídeo é de uma forma sobre objetificar homens. Não de uma forma desrespeitosa, porém", explicou Grimes. Em entrevista à Spin, ela revelou que a música é sobre "entrar nesse mundo masculino que está associado à agressão sexual, mas apresentado como algo realmente acolhedor e agradável. A música é meio que sobre ser—Eu fui agredida e tive um tempo muito difícil em me envolver em qualquer tipo de relacionamento com homens, porque eu estava tão aterrorizada com homens por um tempo."
O vídeo de "Nightmusic" foi dirigido por John Londono e estreou em 10 de maio de 2012. Ele se passa em uma paisagem "árida e cinza" e apresenta Grimes usando um dos "anéis de vagina" que ela desenhou em colaboração com joalheiro e escultor de Montreal, Morgan Black.
O vídeo auto-dirigido de "Genesis", que foi lançado como o lead single do álbum em 9 de janeiro de 2012, estreou em 22 de agosto de 2012. Foi filmado em Los Angeles e co-estrela a rapper e stripper Brooke Candy, a quem Grimes descreve como "uma musa muito contemporânea". No vídeo, Grimes é visto ao lado de um grupo de amigos enquanto dirige um Escalade no deserto, segurando uma píton albina na parte de trás de uma limusine e posando na floresta. Ela disse sobre o conceito do vídeo: "É vagamente baseado nesta pintura do meu pintor favorito, Hieronymus Bosch, chamado The Seven Deadly Sins and the Four Last Things. Eu queria brincar com imagens medievais/católicas. Fui criada em uma casa católica e fui para uma escola católica, e meu cérebro de infância percebeu o catolicismo medieval como um filme de ação: Há esse cara louco e onipresente que pode destruir você a qualquer momento."
A capa do álbum de Visions foi desenhada pela própria Grimes enquanto ela assistia ao filme Viagem Alucinante. Sobre a arte, Grimes disse que queria que fosse "algo muito bonito" e "muito agressivo e violento, como a música". A linha na parte superior diz "Eu amo" em russo. As duas linhas verticais de texto abaixo lembram kanji japonês, mas na verdade não significam nada. O lado direito da capa contém um bloco de texto roxo que é a palavra 'Grimes' repetida em um padrão de grade. No canto superior direito, estão os dois primeiros versos do poema "But Listen, I Am Warning You" de Anna Akhmátova. O canto inferior direito apresenta linhas de outro poema de Anna Akmátova, "A Song of the Final Meeting".

## Recepção crítica
| Críticas profissionais | Críticas profissionais |
| Pontuações agregadas   | Pontuações agregadas   |
| Fonte                  | Avaliação              |
| ---------------------- | ---------------------- |
| AnyDecentMusic?        | 7.6/10                 |
| Metacritic             | 80/100                 |
| Avaliações da crítica  |                        |
| Fonte                  | Avaliação              |
| AllMusic               | [ 57 ]                 |
| The A.V. Club          | A-                     |
| Entertainment Weekly   | B+                     |
| The Guardian           | [ 59 ]                 |
| Mojo                   | [ 60 ]                 |
| NME                    | 8/10                   |
| Pitchfork              | 8.5/10                 |
| Q                      | [ 63 ]                 |
| Rolling Stone          | [ 64 ]                 |
| Spin                   | 7/10                   |

Visions recebeu críticas geralmente positivas dos críticos de música. No Metacritic, que atribui uma classificação média ponderada de 100 a críticas de críticos mainstream, o álbum recebeu uma pontuação média de 80, com base em 42 críticas, o que indica "críticas geralmente favoráveis". Lindsay Zoladz, da Pitchfork, concedeu ao álbum a designação de "Best New Music", alegando que "apresenta uma estética dinâmica, resultando em uma declaração que parece focada, coesa e segura. É simples o suficiente para deixar espaço para Grimes crescer, mas essa coisa é tão compulsivamente audível que é difícil sair dela não querendo muito mais". Evan Rytlewski do The A.V. Club comentou que em Visions, Grimes "continua sua marcha em direção à acessibilidade, transformando esboços nebulosos e quixotescos em tangível gancho eletro-pop pesado". Jon Caramanica do The New York Times aclamou Visions como "um dos álbuns mais impressionantes do ano até agora". Rebecca Nicholson do The Guardian descreveu Visions como um "álbum inteligente e engraçado, e é quase impossível não dançar". Matthew Bennett da Clash escreveu: "Com o vigor renovado da 4AD em todos os assuntos eletrônicos e a elevação coerente de Boucher tanto na qualidade da música quanto no gancho, não haverá como parar essa explosão criativa e sensual da humanidade chamada Grimes". Benjamin Boles, do Now, chamou o álbum de "ricamente texturizado e inventivo", observando que "enquanto Visions é inconfundivelmente 2012 sonoramente em suas referências ao R&B e ao hip-hop, ele também se encaixa notavelmente graciosamente no impressionante catálogo de dream pop da 4AD".
Matt James, do PopMatters, elogiou o álbum como "uma explosão absoluta" e opinou: "Claro, poderia ter passado sem alguns dos interlúdios [...], mas seu senso geral de ambição é intoxicante. A contrariedade rebelde de Visions para evitar a classificação é parte do design e certamente parte do charme". Heather Phares da AllMusic concluiu: "Fresco e surpreendentemente acessível, apesar de suas peculiaridades, Visions é fascinante". Eric Harvey da Spin escreveu: "O sentido penetrante em Visions é de uma jovem mulher cuidadosamente se empurrando para fora de sua própria introversão, o que torna os momentos em que ela canta com as entranhas em vez da garganta [...] ou se esforça para a sensualidade humana sobre humana [...] ainda mais emocionante". Harvey continuou, "o talento de Boucher está no equilíbrio de explorar seus dons e alavancar o que veio antes dela, mas judiciosamente". Kevin Liedel da Slant Magazine viu o álbum como "uma vislumbre falho mas íntimo das fantasias de sua criadora, e embora possa não funcionar como um trampolim para uma maior fama para Grimes, é de igual satisfatório ouvi-la levar sua música de quarto para um porão escuro, longe do mundo intrometido." No entanto, Luke Winkie do Under the Radar: sentiu que Visions "não é tanto uma evolução quanto um alongamento; Boucher ainda está fazendo electro-pop distorcido e esparsamente povoado, e o potencial ainda supera o conteúdo", acrescentando que o álbum "se destaca como um conceito meio formado". Reyan Ali do The Phoenix afirmou que "a sempre fascinante Boucher claramente tem idéias incomuns em torno de seu crânio", mas por fim criticou o álbum como "desnecessariamente oblíquo, apáticamente longo (48 minutos!), e dolorosamente disforme". Jody Rosen, da Rolling Stone, expressou que "Grimes não é assustadora o suficiente para ser 'fantasmagórica' e não é substancial o suficiente para prender sua atenção".

### Reconhecimento
AllMusic proclamou Visions o melhor álbum de 2012 e declarou, "Em Visions, Claire Boucher aprimorou a mistura de vocais de garotinha perdida e sintetizadores sombrios que ela havia forjado em seus dois primeiros álbuns de Grimes, Geidi Primes e Halfaxa, em algo igualmente único, mas muito mais cativante." The Guardian nomeou-o o segundo melhor álbum de 2012, chamando-o de "uma obra-prima em gonzo pop que é estranho, original e derivado ao mesmo tempo". A NME classificou o álbum em segundo lugar em sua lista dos 50 Melhores Álbuns de 2012 e na posição 252 em sua lista de Os 500 Melhores Álbuns de Todos os Tempos. O álbum apareceu em quinto lugar na lista da Clash dos 40 Melhores Álbuns de 2012, e a revista se referiu a Grimes como uma "explosão criativa e sensual da humanidade". Pitchfork colocou o álbum na 6ª em sua lista dos 50 Melhores Álbuns de 2012 e elogiou-o como "um encontro triunfante de humano e computador, um álbum que explode as tradições da música pop e experimental em pedaços e os cola juntos novamente de maneiras lindas e fascinantes". PopMatters incluiu o álbum na posição 11 em sua lista dos 75 Melhores Álbuns de 2012, concluindo: "Surpreendentemente cativante, ocasionalmente assombroso e frequentemente brilhante, Visions é arte e pop de primeiro nível em medida igual, e merece ser falado nos próximos anos".
A revista britânica Fact classificou Visions como o 26º melhor álbum de 2012 e comentou que "foi além do caráter circunstancialmente lo-fi de suas primeiras ofertas Geidi Primes e Halfaxa para uma versão profundamente inventiva e simplesmente estranha do electro-pop. Enquanto os ritmos inconstantes podem ficar um pouco repetitivos, eles geralmente são expressados de maneira diferente, e eles sempre combinam com um trabalho de sintetizador de outro mundo que se lança em território inquieto e industrial". A Rolling Stone colocou Visions na posição 33 em sua lista dos 50 Melhores Álbuns de 2012, observando que o álbum "usa extremismo EDM, cânticos medievais, melodias açucaradas e sua própria voz altiva para repensar a música pop". O álbum foi incluído na posição 50 na lista dos 50 Melhores Álbums de 2012 da Paste, e a revista escreveu, "com suas paisagens tonais em constante mudança e estruturas não padronizadas, é o tipo de música que é excepcionalmente difícil de fixar no papel, mas isso nunca impede que as faixas de Visions circulem em sua cabeça muito depois de chegar ao fim".
"Oblivion" foi classificada como a melhor música de 2012 pela Pitchfork e PopMatters; o primeiro o chamou de "lindamente fragmentado" e declarou que "soa ao mesmo tempo frio e semelhante a uma máquina, mas também irradia calor humano e imperfeição",  enquanto o último opinou que "este triunfo noveau dream pop é certamente o cartão de visita do álbum, o encapsulamento definitivo de tudo o que torna o disco (sem mencionar a musicista por trás dele) tão sedutor de ouvir". A NME nomeou "Oblivion" e "Genesis" como a 6ª e 16ª melhores faixas de 2012, respectivamente. Rolling Stone incluiu "Oblivion" na 28º posição em sua lista das 50 Melhores Músicas de 2012, escrevendo que na música, Grimes "solta vocais de pó de açúcar sobre um estrondoso loop de sintetizador, soando perfeitamente sonhador até você ouvir as palavras: 'Eu nunca ando por aí, depois de escurecer.../Porque alguém pode quebrar o seu pescoço/Vindo atrás de você e você nunca faria idéia.' A pegajosidade só o torna mais assustador".
Visions foi selecionado para o Polaris Music Prize de 2012 em 17 de julho de 2012, mas perdeu para Metals de Feist. O álbum ganhou o prêmio de Álbum Eletrônico do Ano no Juno Awards de 2013.

### Listas de fim de ano e fim de década
| Publicação       | Reconhecimento                                    | Posição | Ref.   |
| ---------------- | ------------------------------------------------- | ------- | ------ |
| AllMusic         | O Melhor de 2012 da AllMusic                      | 1       | [ 71 ] |
| Gorilla vs. Bear | Álbums da Década                                  | 1       | [ 84 ] |
| The Guardian     | Os Melhores Álbuns de 2012                        | 2       | [ 72 ] |
| NME              | Os 50 Melhores Álbuns de 2012                     | 2       | [ 73 ] |
| Pitchfork        | Os 50 Melhores Álbuns de 2012                     | 6       | [ 75 ] |
| Pitchfork        | Os 200 Melhores Álbums dos anos 2010 da Pitchfork | 50      | [ 85 ] |

## Lista de faixas
Todas as faixas escritas por Grimes. Todas as faixas produzidas por Grimes.
| Visions – Edição padrão |                                                  |         |  |
| N.º                     | Título                                           | Duração |  |
| 1.                      | "Infinite ♡ Without Fulfilment"                  | 1:36    |  |
| 2.                      | "Genesis"                                        | 4:15    |  |
| 3.                      | "Oblivion"                                       | 4:12    |  |
| 4.                      | "Eight"                                          | 1:48    |  |
| 5.                      | "Circumambient"                                  | 3:43    |  |
| 6.                      | "Vowels = Space and Time"                        | 4:21    |  |
| 7.                      | "Visiting Statue"                                | 1:59    |  |
| 8.                      | "Be a Body (侘寂)"                               | 4:20    |  |
| 9.                      | "Colour of Moonlight (Antiochus)" (com Doldrums) | 4:00    |  |
| 10.                     | "Symphonia IX (My Wait Is U)"                    | 4:53    |  |
| 11.                     | "Nightmusic" (com Majical Cloudz)                | 5:03    |  |
| 12.                     | "Skin"                                           | 6:09    |  |
| 13.                     | "Know the Way (Outro)"                           | 1:45    |  |
| Duração total:          | Duração total:                                   | 48:04   |  |

| Faixa bônus do iTunes Store |                                   |         |  |
| N.º                         | Título                            | Duração |  |
| 14.                         | "Christmas Song" (com Jay Worthy) | 2:58    |  |

| Faixa bônus do Amazon MP3 |         |         |  |
| N.º                       | Título  | Duração |  |
| 14.                       | "Angel" | 1:22    |  |

| Faixas bônus da edição japonesa |                    |         |  |
| N.º                             | Título             | Duração |  |
| 14.                             | "Life After Death" | 2:48    |  |
| 15.                             | "Ambrosia"         | 3:31    |  |

| Vinil canadense de 12" |                                   |         |  |
| N.º                    | Título                            | Duração |  |
| 1.                     | "Oblivion"                        | 4:12    |  |
| 2.                     | "Eight"                           | 1:48    |  |
| 3.                     | "Circumambient"                   | 3:43    |  |
| 4.                     | "Life After Death"                | 2:48    |  |
| 5.                     | "Nightmusic" (com Majical Cloudz) | 5:03    |  |
| 6.                     | "Ambrosia"                        | 3:31    |  |
| 7.                     | "Symphonia IX (My Wait Is U)"     | 4:51    |  |
| 8.                     | "Genesis"                         | 5:15    |  |
| 9.                     | "Skin"                            | 6:09    |  |
| Duração total:         | Duração total:                    | 38:22   |  |

| Disco bônus da edição da Rough Trade |                                     |         |  |
| N.º                                  | Título                              | Duração |  |
| 1.                                   | "Ambrosia"                          | 3:33    |  |
| 2.                                   | "Christmas Song" (com Jay Worthy)   | 3:00    |  |
| 3.                                   | "Genesis" (Skip Remix)              | 4:01    |  |
| 4.                                   | "Song for Ric" (com Majical Cloudz) | 3:25    |  |
| 5.                                   | "Be a Body" (Baarsden Remix)        | 3:25    |  |

| Disco bônus da edição da Resident |                             |         |  |
| N.º                               | Título                      | Duração |  |
| 1.                                | "Angel"                     | 1:22    |  |
| 2.                                | "Life After Death"          | 2:48    |  |
| 3.                                | "Oblivion" (Baarsden Remix) | 3:25    |  |
| 4.                                | "Be a Body" (Tokori Remix)  | 4:55    |  |

## Pessoal
Credits adaptados do encarte de Visions.
- Grimes – vocais, produção, poesia
- Anna Akhmátova – poesia
- Jasper Baydala – layout
- Sebastian Cowan – masterização, mixagem
- Mark Khair – design da cabeça de alien

## Desempenho nas paradas musicais
| Parada (2012–13)                                         | Melhor posição |
| -------------------------------------------------------- | -------------- |
| Austrália (Hitseekers Albums) (ARIA)                     | 7              |
| Bélgica (Ultratop de Flandres)                           | 46             |
| Bélgica (Ultratop da Valônia)                            | 9              |
| Irlanda (IRMA)                                           | 65             |
| Reino Unido (OCC)                                        | 67             |
| Reino Unido (Independent Albums) (OCC)                   | 8              |
| Estados Unidos (Billboard 200)                           | 98             |
| Estados Unidos (Independent Albums) (Billboard)          | 13             |
| Estados Unidos (Top Alternative Albums) (Billboard)      | 17             |
| Estados Unidos (Top Dance/Electronic Albums) (Billboard) | 8              |

| Parada (2012)                                            | Posição |
| -------------------------------------------------------- | ------- |
| Estados Unidos (Top Dance/Electronic Albums) (Billboard) | 21      |

## Histórico de lançamento
| Região         | Data                    | Gravadora      | Ref.    |
| -------------- | ----------------------- | -------------- | ------- |
| Canadá         | 31 de janeiro de 2012   | Arbutus        | [ 102 ] |
| Estados Unidos | 21 de fevereiro de 2012 | 4AD            | [ 103 ] |
| Austrália      | 1 de março de 2012      | Remote Control | [ 104 ] |
| Alemanha       | 9 de março de 2012      | 4AD            | [ 105 ] |
| Irlanda        | 9 de março de 2012      | 4AD            | [ 106 ] |
| Reino Unido    | 12 de março de 2012     | 4AD            | [ 107 ] |
| França         | 13 de março de 2012     | 4AD            | [ 108 ] |
| Japão          | 6 de junho de 2012      | Hostess        | [ 88 ]  |